# Cornubianite
La cornubianite o hornfels  è una roccia metamorfica di contatto, prodotta dal metamorfismo termico all'interno di un'area, detta aureola di contatto, che circonda un'intrusione magmatica. Si tratta di una roccia di composizione assai variabile, in relazione al protolito e alla distanza dal plutone. Caratteristiche delle cornubianiti sono la durezza e compattezza della roccia (si spacca con frattura concoide, simile a quella dell'ossidiana) il colore variabile (grigio con sfumature rosa, brune, violette, verdi), la grana generalmente fine, la mancanza di strutture orientate (la roccia ha un fabric isotropo) e l'aspetto semitraslucido delle superfici.

## Origine del nome e storia
Il termine cornubianite, dato a queste rocce da Leonard (1823), deriva dall’inglese Cornubian cioè  "della Cornovaglia", a sua volta derivato da Cornubia, nome latino della Cornovaglia, regione dove queste rocce sono diffuse. Il termine sinonimo hornfels (dal tedesco horn = corno e fels = roccia) fa riferimento all'aspetto della superficie della roccia, che spesso ricorda, appunto, quella del corno di un bovino. Un terzo termine usato per definire queste rocce - corneane - è ormai da tempo caduto in disuso.
Il termine cornubianite è stato utilizzato nel tempo con diversi significati. Per alcuni indicava rocce metamorfiche derivanti da protoliti argillosi, per altri derivanti da protoliti quarzo-feldspatici, mentre per altri poteva essere applicato a qualsiasi roccia di contatto di qualsiasi composizione. Per risolvere questi problemi la sottocommissione per le rocce metamorfiche (SCMR) dello IUGS ha stabilito che il termine cornubianite vada utilizzato solo per indicare rocce di contatto contenenti abbondanti silicati+ossidi. Marmi di contatto o rocce bituminose non rientrano quindi nella classificazione.

## Tessitura e composizione
Sebbene esistano cornubianiti a grana grossolana, la maggior parte di esse ha una tessitura da faneritica fine ad afanitica, tipicamente granoblastica, dove i cristalli, visti in sezione sottile al microscopio,  appaiono privi di deformazioni, perlopiù equidimensionali e con margini rettilinei o debolmente curvi e giunzioni triple che definiscono angoli di circa 120°. Se sono presenti granuli inequanti, questi hanno orientazioni casuali.
Le cornubianiti, soprattutto nella parte distale dell'aureola, possono conservare relitti di strutture sedimentarie, come la stratificazione e la gradazione nella dimensione dei granuli.
Nelle rocce cornubianitiche si distingue una successione di zone metamorfiche che definiscono il crescente grado termico e sono inquadrate in una serie di facies metamorfiche, che comprendono, dall'esterno dell'aureola verso l'interno, cornubianiti ad albite-epidoto, cornubianiti ad orneblenda, cornubianiti a pirosseni e sanidino (queste ultime rare e quasi esclusivamente in xenoliti all'interno del plutone). 
In generale i derivati di più alta temperatura di protoliti mafici sono combinazioni di plagioclasio, orneblenda, pirosseni e ossidi di ferro-titanio, mentre i derivati di calcari impuri e marne consistono di silicati di calcio-alluminio-magnesio-ferro, come tremolite, diopside, wollastonite, forsterite ecc. I derivati di rocce pelitiche, infine, contengono comunemente cristalli peciloblastici di cordierite e/o andalusite. Nelle peliti la blastesi metamorfica interessa a volte solo parzialmente la roccia, a macchia di leopardo, dando origine a particolari rocce chiamate scisti maculati o  scisti macchiettati. le "macchie" cambiano composizione a seconda del grado metamorfico: grafite + magnetite + sericite nelle rocce di bassissimo grado; miche + quarzo in rocce a grado metamorfico intermedio ed infine cordierite + andalusite in rocce a grado metamorfico alto. Quest'ultima si presenta spesso nella varietà chiastolite.

## Cornubianiti e skarn
Si parla correttamente di cornubianiti per quelle rocce che hanno subito un metamorfismo isochimico, ossia le trasformazioni non hanno modificato la composizione chimica complessiva. Spesso però nelle aureole di contatto i fluidi magmatici espulsi per advezione e/o le acque sotterranee riscaldate dal magma causano, in rocce reattive e permeabili ai fluidi, un metamorfismo di tipo idrotermale, il cui risultato è una roccia metasomatica chiamata skarn. Questo avviene principalmente a spese di rocce carbonatiche, mentre le trasformazioni metasomatiche di rocce silicee sono molto più rare.

## Galleria d'immagini

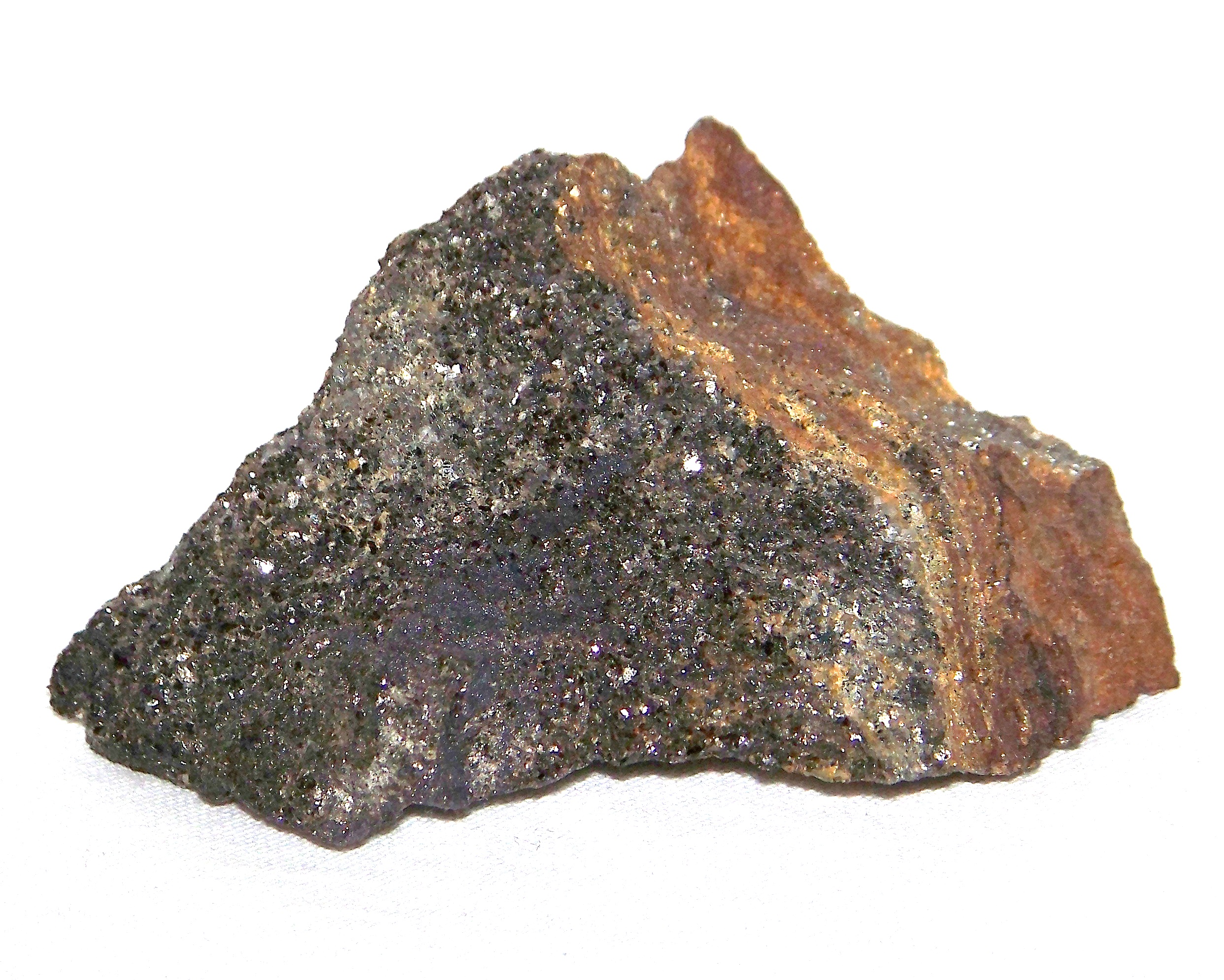
Cornubianite con magnetite, Sztolni Pirytu, Szklarska Poręba, Polonia
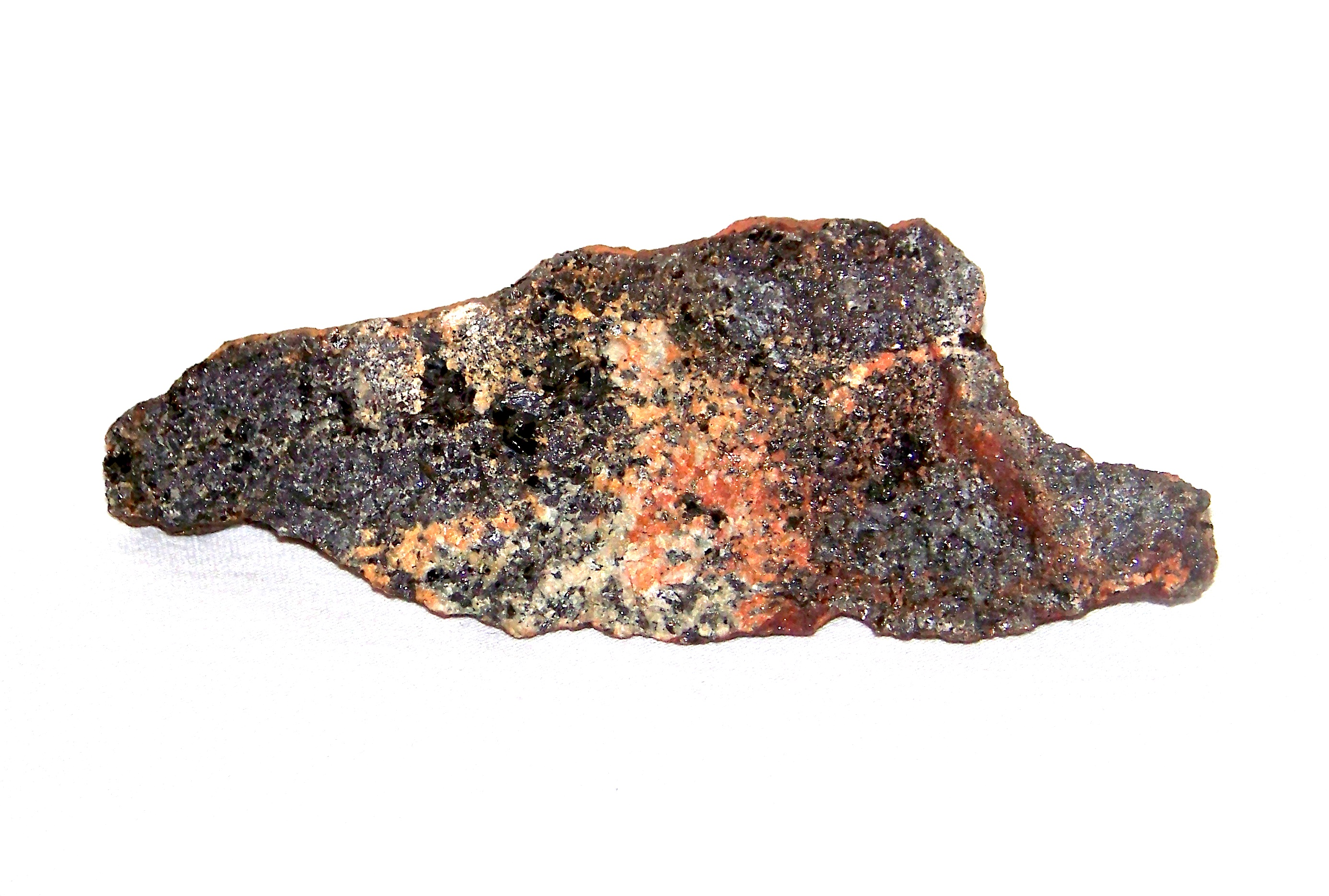
Cornubianite con mineralizzazione di solfuri di origine idrotermale, Sztolni Pirytu, Szklarska Poręba, Polonia
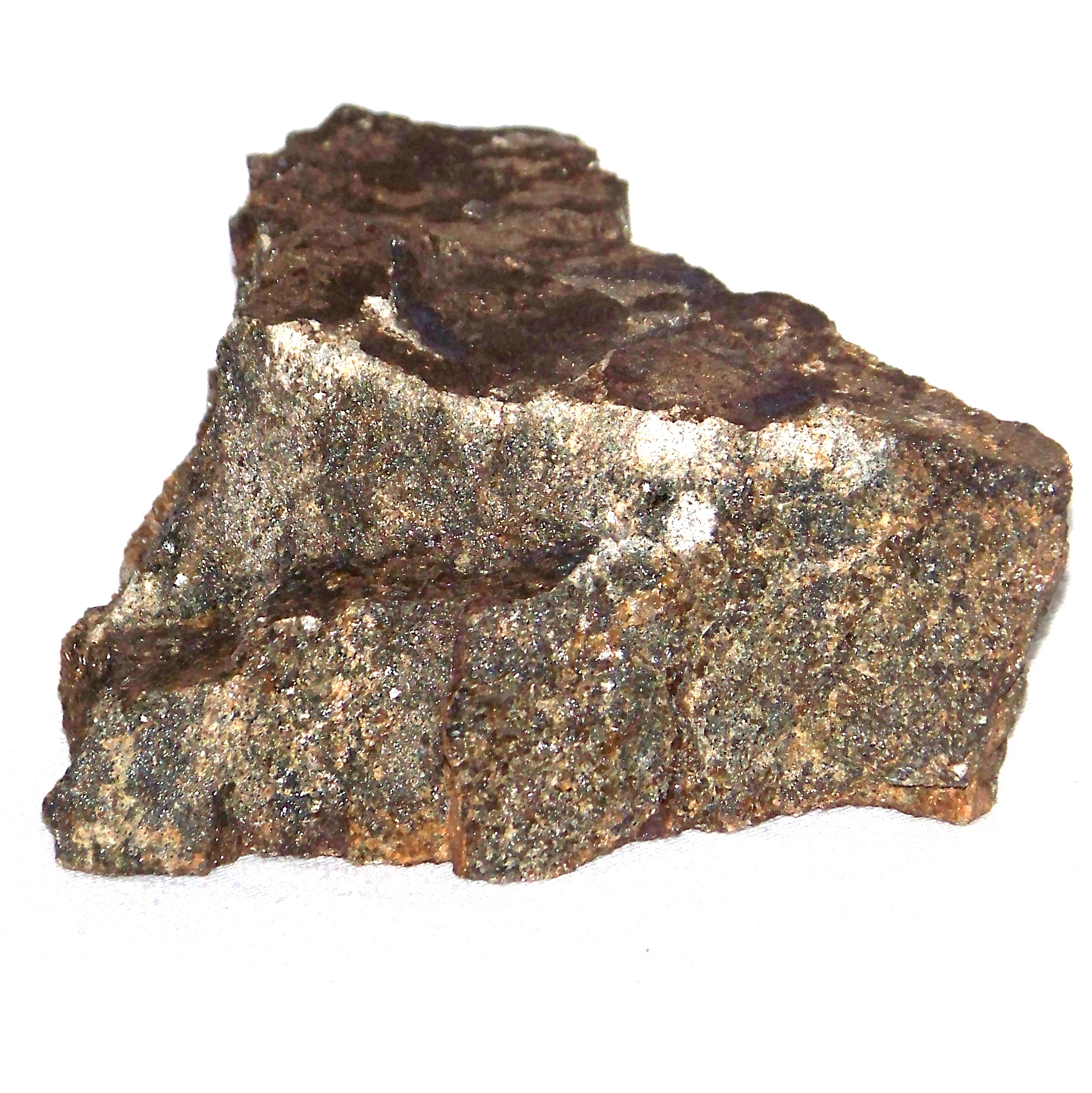
Cornubianite ad andalusite e cordierite, Zbójnickie Skały, Monti Iser, Polonia
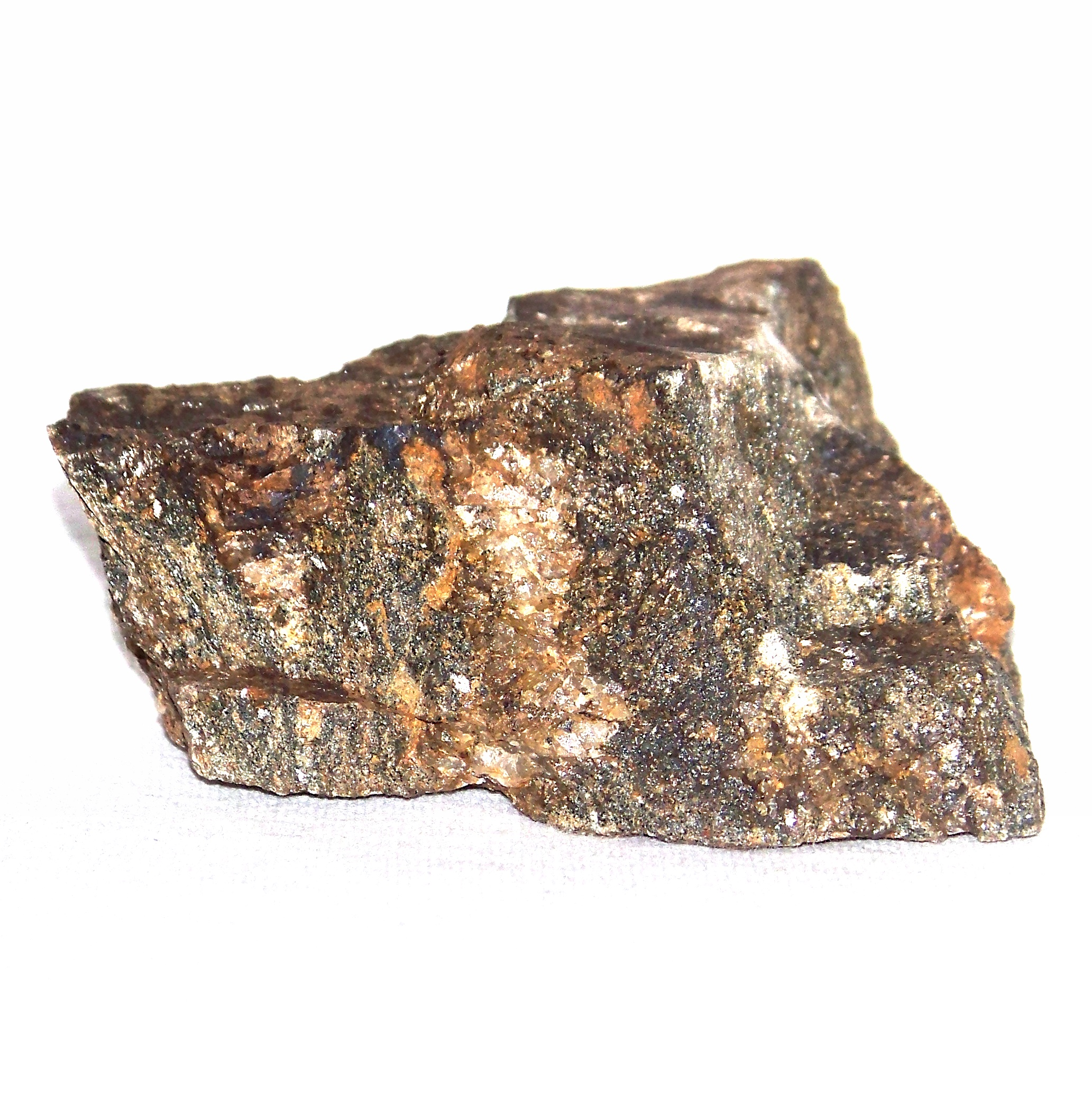
Cornubianite ad andalusite e cordierite, Zbójnickie Skały, Monti Iser, Polonia
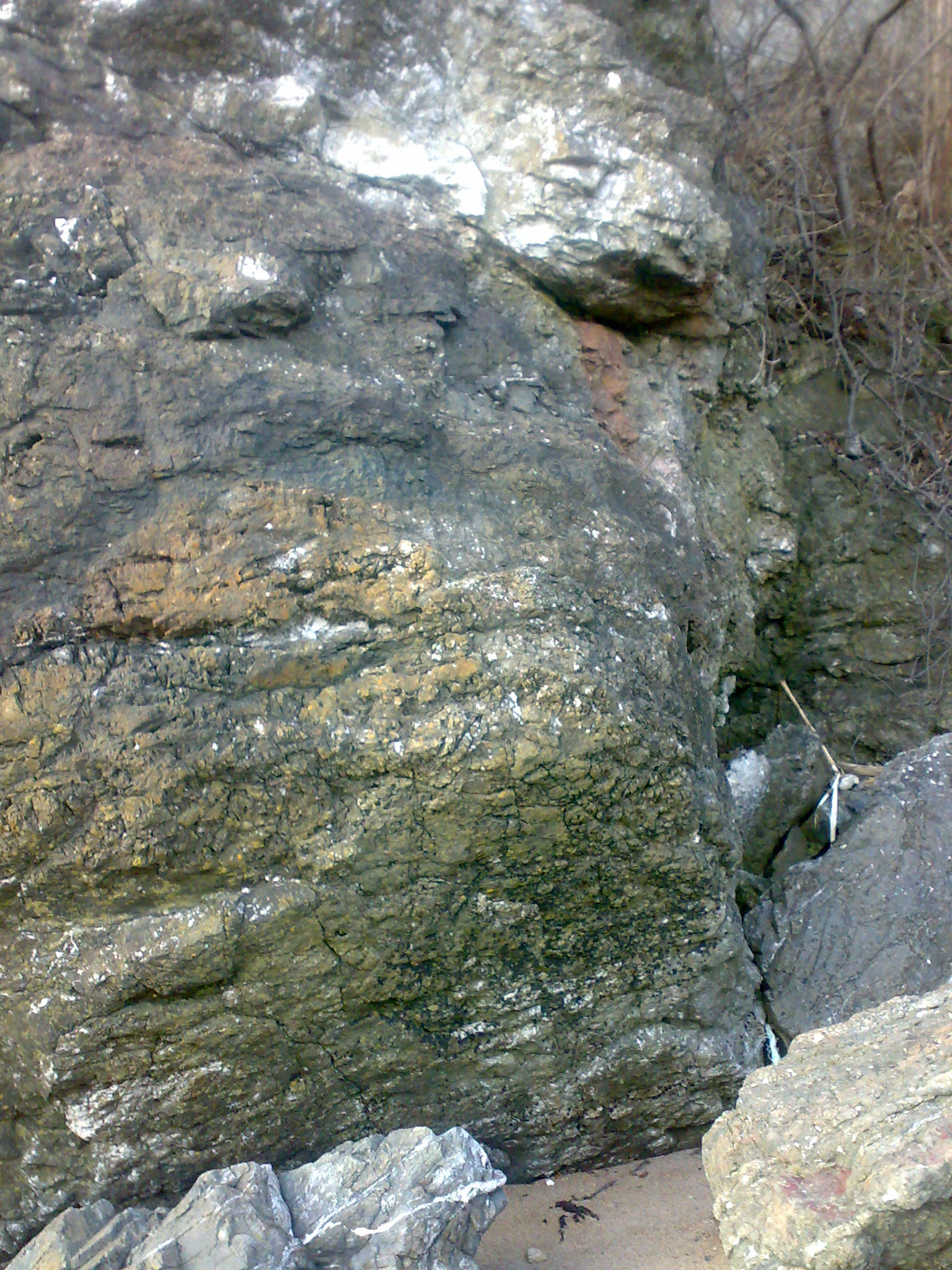
Cornubianite e marmo Ersvika, Hurum, Norvegia